# Miguel Joaquim Ribeiro de Carvalho
Miguel Joaquim Ribeiro de Carvalho, conhecido politicamente como Miguel de Carvalho (Rio de Janeiro, 7 de fevereiro de 1849 — 23 de junho de 1944), foi um advogado, jornalista e político brasileiro.
Seu pai, e homônimo, foi comendador, capitão de mar e guerra e chefe do corpo de fazenda da Armada Imperial brasileira.
Foi senador pelo Rio de Janeiro na legislatura 1915-1924, sendo reeleito ao cargo para o período 1924-1930, quando foi suprimido o Senado pela Revolução de 1930, lidearada por Getúlio Vargas. Também foi deputado estadual em 1892 e vice-presidente do estado do Rio de Janeiro em 1892.

## Inicio profissional e político
Em 1867 ingressa na Faculdade de Direito de São Paulo, no ano seguinte transfere-se para a Faculdade de Direito do Recife, onde conclui o curso em 1872. É nomeado juiz municipal na cidade fluminense de Cantagalo em 1873, nove anos depois abandona o cargo e passa a advogar.
Na politica, passa a fazer parte do Partido Conservador, onde passa a estabelecer contato com o senador e ministro do Império conselheiro Paulino de Sousa, filho do Visconde do Uruguai. Na cidade de Cantagalo, no final da década de 1880, passa a dirigir o jornal ligado aos conservadores Correio de Cantagalo.

## Atuação política nos primórdios do período republicano
Proclamada a República, de início não aderiu ao novo regime. Manteve-se na direção do jornal Correio
de Cantagalo. Voltou a atuação politica quando o Conselheiro Paulino criou, em 1890, o Partido Republicano Moderado; passou a fazer oposição a Francisco Portela, então governador do Estado do Rio de Janeiro nomeado por decreto do marechal Deodoro da Fonseca, em novembro de 1889. Com a renúncia de Deodoro, da presidência da República, Portela perdeu apoio e condições de manter-se no comando do governo estadual e renunciou em dezembro de 1891; assumiu o governo do estado o contra-almirante Carlos Baltasar da Silveira, apoiado pelo marechal Floriano Peixoto, que por sua vez havia substituído Deodoro na presidência da República. Desta forma, Miguel de Carvalho foi então nomeado secretário geral interino do governo fluminense e dez dias depois assumiu a Secretaria de Negócios, Justiça, Legislação e Instrução Pública e Particular.
Uma vez no governo, Baltasar da Silveira revogou a Constituição fluminense de 1891, por suspeita de fraude, e convocou eleições para uma nova Constituinte estadual. Em 15 de janeiro de 1892 Miguel de Carvalho foi assim eleito deputado estadual constituinte, na chapa apoiada pelo novo governo estadual. Promulgada em 9 de abril de 1892 a nova Constituição do estado do Rio de Janeiro foram eleitos pela Assembléia, nessa data, Baltasar da Silveira e Miguel de Carvalho, respectivamente presidente e vice-presidente provisórios do estado até o mês de maio quando os eleitores seriam convocados para novo pleito.
Na nova eleição popular José Tomás da Porciúncula, aliado de Conselheiro Paulino, foi eleito o novo presidente do estado do Rio de Janeiro e assumiu o governo em 3 de maio de 1892. Miguel de Carvalho foi nomeado secretário de Negócios do Interior e Justiça e depois de Obras Públicas e Indústrias. Passou também a integrar o Partido Republicano Fluminense (PRF), liderado por Porciúncula, de quem se aproximara politicamente.
Com o fim do mandato de Porciúncula, em 1894, assumiu Joaquim Maurício de Abreu, Miguel de Carvalho deixou de ocupar cargo público, mas continuou atuando na política fluminense. Em 1896 participou da reorganização do PRF, na qual a liderança de Porciúncula, agora deputado federal (1895-1897), foi consolidada, em oposição à facção chefiada por Lourenço Maria de Almeida Batista, o Barão de Miracema. Em 1897 foi eleito ao governo estadual Alberto Torres. De inicio, Miguel de Carvalho o apoiou, todavia quando Torres rebelou-se contra a liderança partidária de Porciúncula, agora senador (1897-1901), Miguel de Carvalho articulou uma tentativa frustrada de impeachment de Alberto Torres na Assembleia Legislativa do Rio de Janeiro (ALERJ). Fundou-se o Partido Republicano do Rio de Janeiro (PRRJ), liderado por Alberto Torres; o PRF passou a ser o partido de oposição.
Com o falecimento de Porciúncula em 1901, Miguel de Carvalho torna-se liderança máxima do Partido Republicano Fluminense. Durante o governo de Quintino Bocaiúva (1900-1903), o PRF não integrou a administração estadual e passou a fazer oposição ao governo. Contudo, quando o presidente estadual concorreu à presidência da República em 1902, contou com o apoio do PRF e de Miguel de Carvalho

## A relação política com Nilo Peçanha
O advogado Nilo  Peçanha, deputado federal desde 1890, iniciava sua trajetória como a principal liderança política fluminense na Primeira República Brasileira, e sendo indicado por Quintino Bocaiúva para concorrer à presidência estadual. Habilmente Nilo se aproximou de Miguel de Carvalho, em busca de uma aliança política para conter as outras facções políticas de oposição. Nilo Peçanha foi eleito presidente do estado do Rio de Janeiro em julho de 1903 e o Partido Republicano Fluminense tornou-se partido situacionista, e o grupo miguelista passou a formar uma minoria neste partido.
Em 1906 Alfredo Backer assumiu o governo do sucessor de Nilo. Com o rompimento político entre Nilo e Backer, Miguel de Carvalho se aproximou deste último, mantendo uma postura de oposição ao nilismo. Na sucessão de Backer, Miguel de Carvalho apoiou o candidato backerista Manuel Edwiges Queirós Vieira contra o nilista Francisco Chaves de Oliveira Botelho. Nesse tumultuado e disputado pleito, marcado pela divisão da ALERJ em duas e pela intervenção do Supremo Tribunal Federal (STF), Oliveira Botelho assumiu o governo estadual.
Nas eleições federais de janeiro de 1912, o PRF lançou uma chapa completa de candidatos, sendo parte deles miguelista, mas nenhum candidato da oposição foi eleito. Em dezembro, no pleito para renovação da ALERJ, a oposição mais uma vez concorreu, organizada por Miguel de Carvalho, e dessa vez elegeu dois deputados estaduais.
Em 1913, com o distanciamento político entre Nilo Peçanha e o gaúcho Pinheiro Machado surgiram boatos de fundação de um partido no estado do Rio de Janeiro de apoio a Pinheiro Machado, liderado por Miguel de Carvalho e pelos ex-presidentes estaduais Alfredo Backer e Francisco Portela, fato que não foi concretizado. Em 1915 Miguel de Carvalho foi eleito senador pelo estado do Rio de Janeiro. No Senado Federal continuou na oposição a Nilo Peçanha e logo demonstrou apoio a Pinheiro Machado, mas, com o falecimento deste ainda em setembro de 1915, a oposição fluminense desorganizou-se.

## A crise do nilismo e os acontecimentos pós-Revolução de 1930
Em 1919, após a vitória de Epitácio Pessoa nas eleições presidenciais, a oposição a Nilo Peçanha se fortaleceu, pois Nilo apoiou o candidato derrotado Rui Barbosa. Miguel de Carvalho, e a  a oposição estadual, ganhou mais espaço político e teve mais força e recursos eleitorais. Em 1922, o nilismo sofreu mais um revés, com a derrota de Nilo Peçanha na eleição para a presidência da República na chapa da ''Reação Republicana'', e com a vitória de Artur Bernardes.
Em 1922, Miguel de Carvalho apoiou o candidato Feliciano Sodré contra o candidato nilista Raul Fernandes ao  governo do estado do Rio de Janeiro. O governo de Sodré ficou marcado politicamente por diminuir a influência do grupo de Nilo Peçanha no estado. Miguel de Carvalho foi reeleito
senador em 1924, e também eleito presidente da comissão executiva do PRF - partido situacionista de Sodré. O PRF faria o sucessor de Feliciano Sodré no governo estadual, sendo eleito Manuel Duarte. Carvalho ocupou sua cadeira no Senado Federal até outubro de 1930, quando perdeu o mandato em decorrência da vitória da Revolução de 1930, que levou Getúlio Vargas ao poder e extinguiu todos os órgãos legislativos do país.
Com o restabelecimento dos partidos políticos, em 1934 Miguel de Carvalho voltou ao PRF, quando surgiu confrontação pela direção do partido; nesse impasse, ele pertencia a uma facção, também composta por Acúrcio Torres e Galdino do Valle Filho e liderada pelo ex-presidente do Estado do Rio de Janeiro Manuel Duarte, que defendia a total reformulação do partido e a elaboração de um novo programa adequado às condições do país. Esse grupo foi derrotado pela facção de Oliveira Botelho. Depois dessa derrota interna, Manuel Duarte desligou-se do PRF e fundou no mês de maio o Partido Evolucionista do Rio de Janeiro, mas foi extinto junto com os demais partidos do país com a instituição do Estado Novo.
Faleceu na sua residência, na Rua Marquês de Abrantes, n° 126, na cidade do  Rio de Janeiro. Foi sepultado no Cemitério de São João Batista.

## Publicações e sociedade
Em 1895 publicou Organização partidária do estado do Rio de Janeiro – 1889 a 1894, livro que garantiria seu ingresso no Instituto Histórico e Geográfico Brasileiro em 1899. Tornou-se assim, membro do Instituto Histórico e Geográfico Brasileiro, a mais antiga e tradicional entidade de fomento da pesquisa e preservação histórico-geográfica, cultural e de ciências sociais do Brasil. Como membro deste instituto publicou um ensaio na publicação "Ano da Independência", editado em 1922 em comemoração pelo centenário da independência do Brasil.
Entre outras atividades sociais públicas, foi conselheiro da mesa e mordomo da Santa Casa de Misericórdia do Rio de Janeiro, Membro e presidente da Sociedade Protetora das Belas Artes e Sócio benemérito do Instituto Hahnemanniano do Brasil que mantém o ensino e aperfeiçoamento permanente da prática de homeopatia.

## Homenagens
Enquanto vivo, seu nome foi dado a uma ponte de ferro, de grande extensão, sobre a Lagoa de Araruama, no Canal do Itajuru, na cidade de Cabo Frio, inaugurada em 7 de julho de 1898. Era o único acesso rodoviário da cidade na época. A referida ponte existiu entre e 1898 e 1920. O nome da ponte foi sugerido por Jonas Garcia e Doutor Porto Rocha, na época políticos influentes na cidade
Sobre essa ponte, em 1836, o Major Bellegard já havia projetado os pegões da ponte na garganta do Itajuru entre o Morro da Guia e do Telégrafo. Na década de 1890, graças ao empenho do Presidente da Câmara Municipal, Jonas Garcia da Rosa Terra e também do farmacêutico Porto Rocha, em 7 de julho de 1898, a ponte de ferro, Miguel de Carvalho é finalmente construída sobre o Canal do Itajuru por operários espanhóis. Esta construção foi primordial para o desenvolvimento da indústria salineira e agrícola de Cabo Frio.
Construída em 1898, a antiga ponte de ferro, afetada pela ferrugem provocada pela famosa maresia que afeta a região, precisava de reformas. Em 1920 as obras de restauração iniciam-se juntamente com o objetivo de aumentar a sua altura e permitir a passagem de veleiros maiores por baixo dela. Mas erros em seu conserto e o descuido de operários fez ela desabar no Canal do Itajuru, resultando em óbitos. Logo após este fato, os moradores da cidade tiveram que usar a barca de passagem do Portinho para atravessar o Canal Itajuru.
Uma nova ponte foi feita, recebendo o nome de Feliciano Sodré, que governava o estado naquele período. Na época da inauguração desta nova ponte, ela possuía o maior vão livre do país, por onde os veleiros de sal passavam, e durante décadas foi a única entrada da cidade.